# Itapua tembei
Itapua tembei is een spinnensoort in de taxonomische indeling van de Mysmenidae.
Het dier behoort tot het geslacht Itapua. De wetenschappelijke naam van de soort werd voor het eerst geldig gepubliceerd in 1984 door L. Baert.